# Wilhelm Deecke (filolog)
Ernst Georg Wilhelm Deecke, född den 1 april 1831 i Lübeck, död den 2 januari 1897 i Strassburg, var en tysk språkforskare. Han var far till Johannes Ernst Wilhelm Deecke. 
Deecke, som 1871 blev konrektor och senare direktor vid lyceet i Strassburg och 1890–1896 var gymnasierektor i Mülhausen, var en betydande forskare på etruskiska språkområdet.